# Crisis financiera asiática
La crisis financiera asiática fue un período de dificultad financiera que se apoderó de Asia en julio de 1997 y aumentó el temor de un desastre económico mundial por contagio financiero. También conocida como la crisis del Fondo Monetario Internacional, comenzó el 2 de julio de 1997 con la devaluación de la moneda tailandesa. Por efecto dominó, le sucedieron numerosas devaluaciones en Malasia, Indonesia y Filipinas, lo que repercutió también en Taiwán, Hong Kong y Corea del Sur. Sin embargo, lo que parecía ser una crisis regional se convirtió con el tiempo en lo que se denominó la "primera gran crisis de la globalización", y existe una gran incertidumbre sobre la verdadera magnitud del impacto de sus efectos en la economía mundial. Sólo durante las primeras semanas un millón de tailandeses y 21 millones de indonesios pasaron a engrosar las filas de los oficialmente pobres.

## Visión de conjunto
La crisis comenzó en Tailandia con el colapso financiero del baht tailandés, causado por la decisión del gobierno tailandés de hacer fluctuar el baht, cortando su clavija al dólar estadounidense, después de esfuerzos exhaustivos para sostenerlo frente a una sobreextensión financiera severa que era en parte obligada por el sector inmobiliario. Para ese entonces, Tailandia había adquirido una carga de deuda externa que provocó la bancarrota efectiva del país incluso antes del colapso de su moneda. Cuando la crisis se expandió, la mayoría de los países del Sudeste Asiático y Japón vieron el desplome de sus monedas, la devaluación del mercado bursátil y de otros activos y una caída precipitada de la deuda privada.
Aunque hay un acuerdo general sobre la existencia de una crisis y sus consecuencias, es menos claro cuáles fueron las causas de la crisis, así como su alcance y solución. Indonesia, Corea del Sur y Tailandia fueron los países más afectados por la crisis. Hong Kong, Malasia y  Laos padecieron también la depresión. La República Popular China, India, Taiwán, Singapur y Vietnam fueron menos afectados, aunque también sufrieron por la pérdida de la demanda y de la confianza en la región.
Los ratios Deuda Extranjera / Producto Bruto Interno subieron desde una tasa del 100% hasta el 167% en las cuatro economías más grandes del Sudeste Asiático en el periodo 1993-1996, y luego se dispararon a más del 180% durante la peor parte de la crisis. En Corea, el ratio aumentó un 13-21% y, luego al 40%. Solo en Tailandia y Corea subieron los ratios del Servicio de deuda-exportaciones.
Aunque la mayoría de los gobiernos de Asia tenían políticas fiscales bastante razonables, el Fondo Monetario Internacional propuso iniciar un programa de $40 mil millones para estabilizar las monedas de Corea del Sur, Tailandia e Indonesia, cuyas economías habían sido particularmente golpeadas por la crisis. Sin embargo, los esfuerzos para contener una crisis económica global hicieron poco para estabilizar la situación doméstica en Indonesia. Después de haber estado 30 años en el poder, el presidente de Indonesia, Suharto fue forzado a dimitir en mayo de 1998 en la víspera de la generalización de los disturbios que siguieron al fuerte incremento de precios causado por una devaluación drástica de la rupia. Los efectos de la crisis persistieron a lo largo del año 1998. En Filipinas, el crecimiento económico cayó virtualmente a cero en 1998. Solamente Singapur y Taiwán probaron estar relativamente aisladas del shock, pero ambas sufrieron duros golpes, la primera más agudamente debido a su tamaño y su ubicación geográfica entre Malasia e Indonesia. Para 1999, sin embargo, los analistas vieron signos de que las economías de Asia estaban empezando a recuperarse.

## Antecedentes
Hasta 1997, Asia atraía casi la mitad del total de capital afluente a los países en desarrollo. En particular, las economías del Sureste asiático mantenían altas tasas de interés que atraían inversionistas extranjeros en busca de altas tasas de retorno. Como resultado, las economías de la región recibieron un gran afluente de dinero y experimentaron un dramático incremento en los precios de activos. Al mismo tiempo, las economías regionales de Tailandia, Malasia, Indonesia, Singapur y Corea del Sur experimentaron altas tasas de crecimiento: del 8 a 12% del PIB a fines de la década de 1980 y comienzos de los 90. Este logro fue ampliamente celebrado por las instituciones financieras, incluyendo el Fondo Monetario Internacional y el Banco Mundial, y fue conocido como parte del "milagro económico asiático".
En 1994, el economista Paul Krugman publicó un artículo que atacaba la idea de un "milagro económico asiático". Argumentaba que el crecimiento económico del Sureste Asiático había sido el resultado histórico de la inversión de capital, la cual había llevado al crecimiento de la productividad; sin embargo, la productividad total de los factores se había incrementado solo marginalmente o para nada. Krugman sostenía que solo la productividad total de los factores, y no la inversión de capital, podía llevar a la prosperidad a largo plazo.
Las causas de la debacle son muchas y disputadas. La economía de Tailandia se desarrolló en una burbuja llena con "dinero caliente". Se requería más y más mientras crecía el tamaño de la burbuja. La misma situación se presentaba en Malasia, aunque en este caso tenía un mejor liderazgo político, y en Indonesia, que tenía la complicación adicional de lo que fue llamado "capitalismo salvaje". El flujo de capital de corto plazo era costoso y, a menudo, altamente condicionado al beneficio económico rápido. El dinero fue a parar de manera incontrolada solo a ciertas personas, no particularmente las más apropiadas o las más eficientes, sino a aquellas más cercanas a los centros de poder.
A mediados de la década de 1990, Tailandia, Indonesia y Corea del Sur tenían grandes déficits privados de cuenta corriente y el mantenimiento de una tasa de cambio fija incentivaba el endeudamiento externo y llevaba a una exposición excesiva al riesgo de intercambio extranjero tanto en el sector financiero como en el corporativo. Además, dos factores empezaron a cambiar el entorno económico. Cuando la economía de los Estados Unidos se recuperó de la recesión de inicios de los 90, el Sistema de Reserva Federal a cargo de Alan Greenspan empezó a incrementar las tasas de interés para cortar la inflación. Esto hizo a los Estados Unidos, un destino de inversión más atractivo respecto al Sureste Asiático que había atraído corrientes de "dinero caliente" a través de tasas de interés altas a corto plazo, y aumentó el valor del dólar estadounidense, al cual estaban fijadas muchas monedas del Sureste asiático, con lo que sus exportaciones se hicieron menos competitivas. Al mismo tiempo, el crecimiento de la exportación en el Sureste asiático disminuyó dramáticamente en la primavera de 1996, deteriorando su posición de cuenta corriente.
Algunos economistas habían propuesto el impacto de China en la economía real como un factor contribuyente a la ralentización del crecimiento de la exportación de los países de la Asociación de Naciones del Sureste Asiático, aunque estos economistas sostienen que la mayor causa de la crisis fue la excesiva especulación inmobiliaria. China había empezado a competir efectivamente con otros exportadores asiáticos, particularmente en la década de 1990, después de la implementación de una serie de reformas orientadas a la exportación. Aún más importante, las monedas tailandesa e indonesa estaban ancladas al dólar que se estaba apreciando en los 90. Los importadores de Occidente buscaban manufacturas más baratas y, de hecho, las encontraron en China, cuya moneda se estaba depreciando respecto al dólar. Otros economistas refutan esta teoría destacando que, a inicios de los 90, tanto los países del Sureste Asiático como China experimentaron un crecimiento rápido y simultáneo de las exportaciones.
Muchos economistas creían que la crisis asiática fue creada no por la psicología o tecnología del mercado, sino por políticas que distorsionaron los incentivos dentro de la relación prestatario-prestamista. Las grandes cantidades resultantes de crédito que estuvo disponible generó un clima económico de gran apalancamiento y presionó los precios de activos al alza hasta un nivel insostenible. Estos precios de activos finalmente empezaron a colapsar, causando la suspensión de pagos de las obligaciones de deuda tanto por parte de los individuos como de las compañías. El pánico resultante entre los prestamistas llevó a un gran retiro del crédito de los países en crisis, causando un credit crunch y, luego, bancarrotas. Además, como los inversionistas intentaban retirar su dinero, el mercado cambiario fue inundado con monedas de los países en crisis, presionando hacia la depreciación de sus tipos de cambio. Para prevenir un colapso de los valores monetarios, los gobiernos de estos países fueron forzados a incrementar las tasas de interés domésticas a niveles sumamente altos (para ayudar a disminuir la fuga de capitales al volver relativamente más atractivo a los inversionistas el préstamo a esos países) y a intervenir en el mercado cambiario, comprando con reservas internacionales todo exceso de moneda doméstica a la tasa de cambio fija. Ninguna de estas políticas podía ser una respuesta sostenida por mucho tiempo. Tasas de interés muy altas pueden ser extremadamente dañinas a una economía que está relativamente saludable, causando estragos en un ya de por sí frágil estado, mientras que los bancos centrales se quedan sin reservas internacionales. Cuando fue claro que la fuga de capitales de estos países no sería detenida, las autoridades dejaron de defender sus tipos de cambio fijos y permitieron la fluctuación de sus monedas. El valor depreciado resultante de estas monedas significó que la moneda extranjera denominada pasiva aumentara substancialmente en términos de moneda doméstica, causando más bancarrotas y, luego, profundizando la crisis.
Otros economistas, incluyendo a Joseph Stiglitz y a Jeffrey Sachs, han restado importancia al rol de la economía real en la crisis comparado a los mercados financieros, debido a la velocidad de la crisis. La rapidez con la cual ocurrió la crisis sirvió para que Sachs y otros la compararan con una clásica corrida bancaria, provocada por un riesgo repentino. Sachs señaló las políticas monetarias estrictas y fiscales contractorias implementadas por los gobiernos por consejo del FMI en la víspera de la crisis, mientras que  Frederic Mishkin señala el rol de la información asimétrica en los mercados financieros que llevaron a una "mentalidad gregaria" entre los inversionistas que magnificó un riesgo relativamente pequeño en la economía real. Así, la crisis atrajo la atención de las finanzas conductuales interesadas en la psicología del mercado. Otra posible consecuencia del shock repentino puede ser también atribuida a la transferencia de la soberanía de Hong Kong el 1 de julio de 1997. Durante los 90, dinero caliente llegó a la región del Sureste Asiático, pero los inversionistas ignoraron a menudo los fundamentos reales o perfiles de riesgo de las respectivas economías. La incertidumbre respecto al futuro de Hong Kong llevó a los inversionistas a echar marcha atrás incluso fuera de Asia, exacerbando las condiciones económicas en el área (subsecuentemente llevando a la devaluación del baht tailandés el 2 de julio de 1997).
Los cancilleres de los diez países miembros de la Asociación de Naciones del Sureste Asiático creyeron que la manipulación bien coordinada de monedas fue un intento deliberado de desestabilizar sus economías. El ex primer ministro malayo Mahathir Mohamad acusó a George Soros de arruinar la economía de Malasia con una "especulación cambiaria masiva" (aparentemente, Soros apostó en contra de la devaluación de monedas asiáticas, incurriendo en una pérdida cuando estalló la crisis). En la Reunión Ministerial de dicha asociación sostenida en Subang Jaya, Malasia, los ministros firmaron una declaración conjunta el 25 de julio de 1997 que expresaba su preocupación y llamaba a una intensificación de la cooperación entre los países miembros para salvaguardar y promover el interés de la región a este respecto. Coincidentemente el mismo día, los directores de los bancos centrales de la mayoría de los países afectados estuvieron en la EMEAP (Executive Meeting of East Asia Pacific) reunidos en Shanghái y no lograron hacer operacional el "nuevo arreglo para pedir prestado". Un año antes, el 17 de marzo de 1996, los ministros de finanzas de estos mismos países habían asistido a la tercera reunión de ministros de finanzas del APEC en Kioto, Japón, y de acuerdo a esa declaración conjunta, habían sido incapaces de duplicar los montos disponibles bajo el "Acuerdo general para pedir prestado" y el "Mecanismo financiero de emergencia". Como tal, la crisis podía ser vista como el fracaso para construir adecuadamente y a tiempo la capacidad para prevenir la manipulación monetaria. Esta hipótesis no gozó de mucho apoyo entre los economistas, pues se argumenta que ningún inversionista por sí solo podía haber hecho suficiente impacto en el mercado para manipular exitosamente los valores monetarios. Además, el nivel de organización necesario para coordinar un éxodo masivo de inversionistas de monedas del Sureste Asiático para manipular sus valores volvía a esta posibilidad un carácter remoto.
Para algunos economistas, la causa de la crisis fue que muchos gastaban más de lo que ganaban y habían acumulado grandes deudas en moneda extranjera. Eso ahuyentó a los inversionistas foráneos, quienes huyeron en masa y provocaron devaluaciones de divisas y recesiones.

## Papel del FMI
Tal fue el alcance y la gravedad del colapso que la intervención exterior se convirtió en necesaria, a pesar de ser considerada por muchos como un nuevo tipo de colonialismo. Puesto que los países que estaban siendo afectados estaban entre los más ricos no solo en su región, sino en el mundo, y dado que billones de dólares estaban en juego, toda respuesta a la crisis debía ser cooperativa e internacional. En este caso, la intervención se produjo a través del Fondo Monetario Internacional. El FMI creó una serie de paquetes de "rescate" para sacar de apuros a las economías más afectadas para evitar la suspensión de pagos de tales países, uniendo estos paquetes a las reformas que tenían como propósito estabilizar las monedas asiáticas, así como sus sistemas bancarios[cita requerida] y financieros, tomando como ejemplo a los de Estados Unidos y Europa.
En otras palabras, el apoyo del FMI estuvo condicionado a una serie de reformas económicas drásticas influenciadas por los principios económicos neoliberales denominado "paquete de ajuste estructural". El ajuste estructural exigido a los países golpeados por la crisis mandaba recortar el gasto público y reducir el déficit fiscal, dejar que las instituciones financieras y bancos insolventes [cita requerida]quebraran y aumentar agresivamente las tasas de interés. El razonamiento detrás de estas medidas era que con estas se restauraría la confianza. Sobre todo, se estipulaba que el capital financiado por el FMI debía ser administrado racionalmente, para ello, debían existir controles gubernamentales adecuados establecidos para supervisar todas las actividades financieras, los cuales debían ser independientes del interés privado.[cita requerida]
Las instituciones insolventes debían cerrar y la insolvencia en sí misma debía ser claramente definida. En resumen, en Asia se debían crear exactamente el mismo tipo de instituciones financieras existentes en Estados Unidos, como una condición del apoyo del FMI, proveer el tipo de información financiera confiable usado en Occidente para tomar decisiones financieras razonables. Sin embargo, la mayor crítica contra el rol del FMI en la crisis se concentró sobre su respuesta a la crisis. 
Como país tras país entraba en crisis, muchos negocios locales y préstamos que habían tomado los gobiernos en dólares americanos, se volvieron mucho más costosos respecto a la moneda local en la que obtenían sus ganancias, encontrándose incapaces de pagar a sus acreedores. La dinámica de la situación era muy similar a aquella de la crisis de la deuda de América Latina.
Los efectos del programa de ajuste estructural fueron mixtos y su impacto una controversia. No obstante, los críticos señalaron la naturaleza contradictoria de estas políticas, argumentando que en una recesión, la respuesta tradicional keynesiana era incrementar el gasto público, apoyar a las compañías mayores y reducir las tasas de interés. La razón era que, por este medio, se estimularía la economía, evitando la recesión, con lo cual los gobiernos podían restaurar la confianza al mismo tiempo que prevenían el malestar económico. Asimismo, sostenían que el mismo Gobierno de los Estados Unidos había seguido políticas expansivas, tales como la reducción de las tasas de interés, el incremento del gasto público y el recorte de impuestos, cuando los Estados Unidos entraron en recesión en 2001.
Aunque tales reformas, en la mayoría de casos, eran largamente necesitadas,[cita requerida] los países más involucrados terminaron sufriendo una reestructuración política y financiera casi completa. Sufrieron devaluaciones monetarias permanentes, un número masivo de bancarrotas, colapsos en todos los sectores económicos, depresión del mercado inmobiliario, alto desempleo y malestar social. Para la mayor parte de los países involucrados, la intervención del FMI había sido rotundamente criticada. El rol del Fondo Monetario Internacional fue tan controvertido durante la crisis que muchos ciudadanos locales llamaron a la crisis financiera la "crisis del FMI". En retrospectiva, muchos comentaristas critican al FMI por empujar a las economías en desarrollo de Asia hacia la "vía rápida del capitalismo", es decir, hacia una liberalización del sector financiero (eliminación de restricciones para los flujos de capital); mantenimiento de altas tasas de interés domésticas para atraer una cartera de inversiones y capital bancario; y fijar la moneda nacional al dólar. En otras palabras, se argumentaba que el FMI en sí mismo era la causa de la crisis.

## Países afectados

### Tailandia
Entre 1985 y 1996, la economía de Tailandia creció a un promedio de más del 9% anual, la tasa más alta de crecimiento económico de un país en aquella época. En 1996, un fondo de cobertura estadounidense había vendido $400 millones de la moneda tailandesa. Esto fue posible porque desde 1978 hasta el 2 de julio de 1997, el baht tailandés estaba fijado al dólar en una tasa de 25 a 1.
Los días 14 y 15 de mayo de 1997, el baht fue golpeado por un ataque especulativo masivo. El 30 de junio de 1996, el primer ministro Chavalit Yongchaiyudh dijo que no devaluaría la moneda. Esta fue la chispa que encendió la crisis financiera asiática, cuando el gobierno tailandés falló en su defensa del baht contra especuladores internacionales. El boom económico tailandés se detuvo entre despidos masivos en el sector financiero, inmobiliario y de construcción que tuvieron como resultado una enorme cantidad de trabajadores regresando a sus pueblos al interior del país y 600.000 trabajadores extranjeros siendo enviados de regreso a su país de origen. El baht se devaluó rápidamente y perdió la mitad de su valor, alcanzando su punto más bajo de 56 unidades por dólar en enero de 1998. La bolsa de valores tailandesa cayó un 75% en 1995. Finance One, la compañía financiera más grande de Tailandia hasta entonces, colapsó.
El 2 de julio de 1997, la administración tailandesa dejó que la moneda local fluctuara. El 11 de agosto de 1997, el FMI comunicó el lanzamiento de un paquete de rescate para Tailandia de más de $17 mil millones, sujeto a condicionantes, tales como la aprobación de leyes relacionadas con los procedimientos en caso de bancarrota (reorganización y reestructuración) y el establecimiento de marcos regulatorios fuertes para bancos y otras instituciones financieras. El FMI aprobó el 20 de agosto de 1997 otro paquete de ayuda financiera consistente en $3700 millones
Los partidos de oposición tailandeses denunciaron que el ex primer ministro Thaksin Shinawatra se había aprovechado de la devaluación, aunque los subsecuentes gobiernos liderados por partidos de la oposición no investigaron sobre este tema.
Para el 2001, la economía de Tailandia se había recuperado. La creciente recaudación fiscal permitió al país estabilizar su presupuesto y pagar sus deudas con el FMI en el 2003, cuatro años más tarde de lo programado. Incluso después del golpe de Estado por los militares, el baht tailandés continuó apreciándose: de 36,5 baht por dólar a 33 baht por dólar en mayo de 2007 y a 31 baht por dólar en mayo de 2008. El gobierno actual está tratando de elevar la tasa de crecimiento de la economía tailandesa al 6% durante el 2008.

### Indonesia
En junio de 1997, Indonesia parecía estar lejos de una crisis. A diferencia de Tailandia, Indonesia tenía una baja inflación, un superávit de la balanza comercial de más de $900 millones, inmensas reservas internacionales de más de $20 mil millones y un buen sector financiero. Pero, un gran número de corporaciones indonesias habían tomado préstamos en dólares estadounidenses. Durante los años anteriores, como la rupia indonesia (rupiah) se fortalecía con respecto al dólar, esta práctica había funcionado bien para estas corporaciones: sus niveles de deuda efectivos y costos financieros habían decrecido mientras el valor de la moneda local aumentaba.

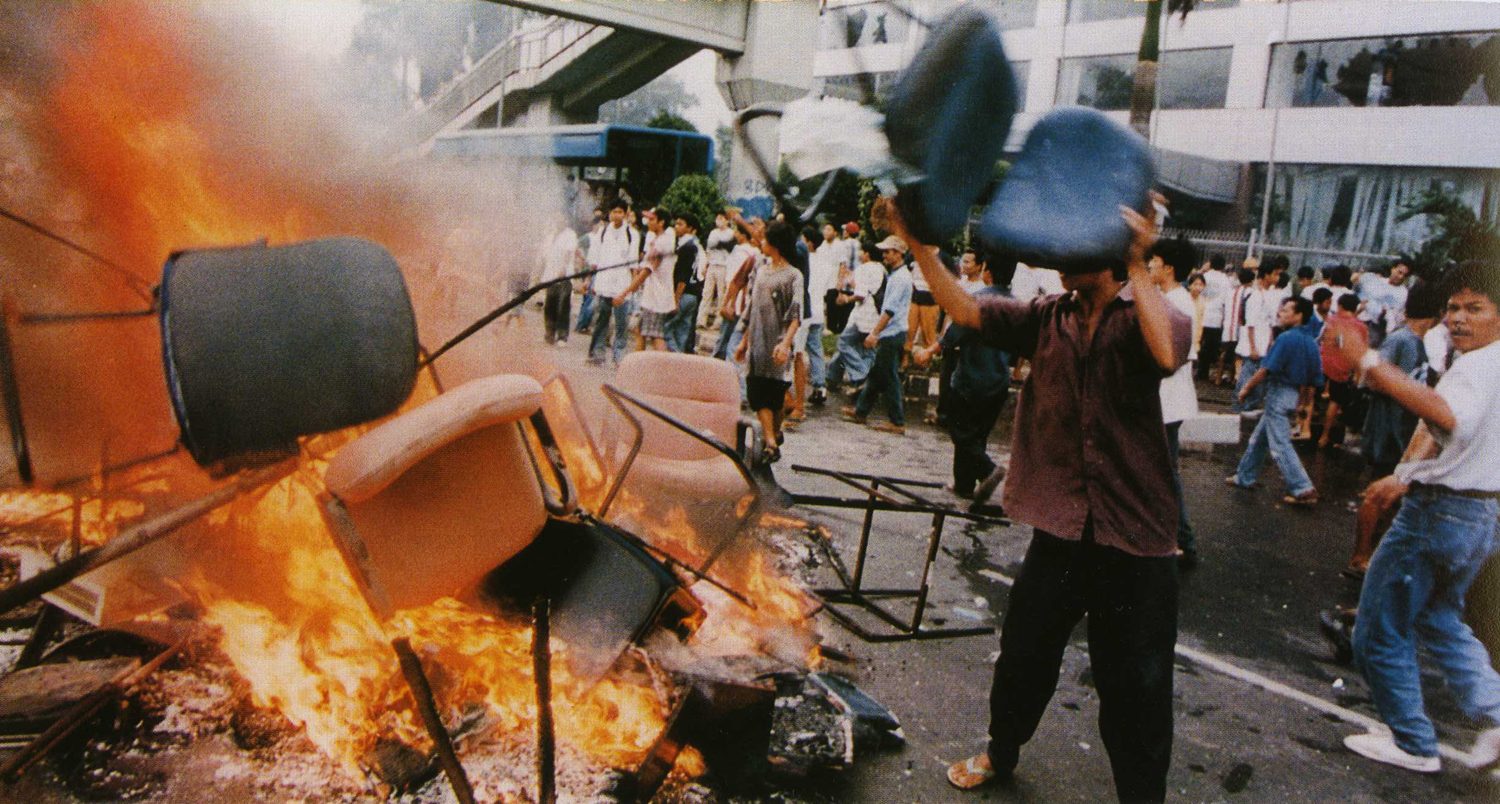
Alborotadores en Yakarta, durante los disturbios de mayo de 1998 en Indonesia.

En julio de 1997, cuando Tailandia permitió la fluctuación del baht, las autoridades monetarias de Indonesia ampliaron la banda cambiaria de la rupiah del 8 al 12%. En agosto, la rupiah cayó bruscamente debido a ataques severos. El 14 de agosto de 1997, el régimen monetario de fluctuación manejada fue reemplazado por un arreglo de tasa de cambio de libre fluctuación. La rupiah cayó aún más. El FMI intervino con un paquete de rescate de $23 mil millones, pero la rupiah se hundía en medio del temor por las deudas de las corporaciones, ventas masivas de rupiah y fuerte demanda de dólares. La rupiah y la Bolsa de Yakarta llegaron a un punto bajo histórico en septiembre. Con el tiempo, Moody's bajó de categoría a la deuda a largo plazo de Indonesia hasta 'bono basura'.
Si bien la crisis de la rupiah empezó en julio y agosto de 1997, se intensificó en noviembre cuando los efectos de esa devaluación de venero se mostraron en los balances corporativos. Las compañías que se habían prestado en dólares debieron enfrentar los altos costos impuestos por el declive de la rupiah y muchos reaccionaron comprando dólares y vendiendo rupiah, socavando aún más el valor de esta última. La inflación de la rupiah y las subidas considerables resultantes en los precios de los productos alimenticios llevaron a levantamientos en todo el país, en los cuales murieron más de 500 personas solo en Yakarta. En febrero de 1998, el presidente Suharto despidió al presidente del Banco de Indonesia, pero esto fue insuficiente. Suharto fue forzado a renunciar a mediados de 1998 y Jusuf Habibie fue nombrado presidente. Antes de la crisis, la tasa de cambio de la rupiah y el dólar era de aproximadamente 2600 rupiah por 1 dólar. En varios momentos durante de la crisis, la tasa se hundió a más de 14000 rupiah por dólar. Ese año, Indonesia perdió el 13,5% de su PIB (producto interno bruto).

### Corea del Sur
Los resultados macroeconómicos en Corea del Sur eran buenos, pero el sector financiero estaba cargado con préstamos no rentables, pues sus grandes corporaciones estaban financiando expansiones agresivas. Durante este tiempo, hubo prisa en construir grandes conglomerados para competir a nivel mundial. Muchos negocios a la larga fallaron en garantizar las ganancias y la rentabilidad. Los conglomerados coreanos, más o menos completamente controlados por el gobierno, simplemente absorbieron más y más inversión de capital. Al final, el exceso de deuda llevó a quiebras mayores. Por ejemplo, en julio de 1997, el tercer fabricante de autos más grande de Corea del Sur, Kia Motors, solicitó préstamos de emergencia. En la víspera del deterioro del mercado asiático, Moody's disminuyó la clasificación del crédito de Corea del Sur de A1 a A3, el 28 de noviembre de 1997; y lo bajó de categoría nuevamente a B2 el 11 de diciembre del mismo año. Esa disminución contribuyó al posterior declive de las acciones coreanas, dado que el mercado bursátil tenía una tendencia a la baja desde noviembre. La bolsa de Corea cayó el 4% el 7 de noviembre de 1997; al día siguiente, se hundió un 7%, en su mayor caída en un solo día hasta entonces. El 24 de noviembre las acciones cayeron un 7,2% más, debido al temor de que el FMI pidiera reformas duras. En 1998, la Hyundai Motor Company asumió el mando de Kia Motors. Las corporaciones Samsung, un chaebol de $5 mil millones fue disuelto, y debido a la crisis el chaebol de Daewoo sería desmembrado, siendo la primera unidad la unidad automovilística de Daewoo, que fuera vendida a la norteamericana General Motors, y que hoy día se conoce como GM Korea.
Mientras tanto, el Won surcoreano se debilitó desde 800 a más de 1700 por dólar. A pesar de una ralentización profunda inicial y de numerosas bancarrotas corporativas, Corea del Sur ha logrado triplicar su renta per cápita en términos de dólares desde 1997. De hecho, reasumió su rol como la economía de más rápido crecimiento del mundo. Desde 1960, su producto interno bruto per cápita se ha incrementado de $80 en términos nominales a más de $21000 en el 2007. Sin embargo, como el chaebol, el gobierno de Corea del Sur no ha resultado ileso. El porcentaje de su Deuda Pública-PBI se ha más que duplicado (aproximadamente del 13 al 30%) como resultado de la crisis.

## Consecuencias

### Asia
La crisis tuvo efectos significativos a nivel macroeconómico, incluyendo profundas reducciones en el valor de las monedas, el mercado bursátil y otros precios de activos de varios países asiáticos. El Producto Bruto Interno en dólares nominales de los países del Sureste Asiático cayeron de US$9,2 mil millones en 1997 a $2,18 mil millones (31,7%) en 1998. En Corea, los $170,9 mil millones que cayeron en 1998 fueron igual al 33,1% del Producto Bruto Interno de 1997. Muchos negocios colapsaron y, como consecuencia, millones de personas cayeron por debajo de la línea de pobreza entre 1997 y 1998. Indonesia, Corea del Sur y Tailandia fueron los países más afectados por la crisis
La crisis económica también llevó a una conmoción política, en particular terminando con las renuncias del presidente Suharto en Indonesia y del primer ministro Chavalit Yongchaiyudh en Tailandia. Hubo un aumento general del sentimiento antioccidental, siendo George Soros y el Fondo Monetario Internacional singularizados como objetos de crítica. El grueso de la inversión norteamericana en Tailandia terminó, siendo reemplazada en su mayoría por inversión europea, aunque la inversión japonesa fue sostenida. Los movimientos islamistas y otros separatistas se intensificaron en el Sureste Asiático cuando se debilitaron las autoridades centrales.
La crisis ha sido intensamente analizada por economistas por su amplitud, velocidad y dinamismo: afectó a docenas de países, tuvo un impacto directo en la vida de millones de personas, sucedió en el curso de unos pocos meses y a cada etapa de la crisis tanto los economistas más importantes como las instituciones internacionales parecieron estar un paso atrás. Quizás lo más interesante para los economistas fue la velocidad con la cual acabó, dejando a la mayoría de las economías desarrolladas sin daño. Estas curiosidades han provocado una explosión de literatura sobre economía financiera y una letanía de explicaciones sobre por qué ocurrió la crisis. Varias críticas se han dirigido contra la conducción del Fondo Monetario Internacional en la crisis, incluyendo una por el execonomista del Banco Mundial Joseph Stiglitz. Políticamente, hubo algunos beneficios. En varios países, particularmente Corea del Sur e Indonesia, hubo un empuje renovado para mejorar el gobierno corporativo. La inflación desbocada debilitó la autoridad del régimen de Suharto y llevó a su derrocamiento en 1998, así como a la aceleración de la independencia de Timor Oriental.

### Fuera de Asia
Luego de la crisis asiática, los inversionistas internacionales eran reacios a prestar dinero a países en desarrollo, llevando a ralentizaciones económicas en muchas partes del mundo. El poderoso shock negativo también redujo marcadamente el precio del petróleo, el cual alcanzó un descenso de $8 por barril alrededor de fines de 1998, causando un apuro financiero en los países miembros de la OPEP y otros exportadores de petróleo. Esta reducción en los ingresos por petróleo contribuyó a la crisis financiera rusa en 1998, que a su vez causó el colapso en los Estados Unidos del Long-Term Capital Management después de perder $4,6 mil millones en cuatro meses. Un colapso más amplio en los mercados financieros fue evitado cuando Alan Greenspan y el Federal Reserve Bank of New York organizaron el pago de una fianza de $3625 millones. Las grandes economías emergentes de Brasil y Argentina también entraron en crisis a fines de la década de 1990 (ver crisis de la deuda argentina).
La crisis en general fue parte de una reacción global en contra del Consenso de Washington y de institucionales internacionales, tales como el Fondo Monetario Internacional y el Banco Mundial, los cuales se volvieron simultáneamente impopulares en los países en desarrollo, siguiendo el crecimiento del movimiento antiglobalización en 1999. En cuatro rondas de conversaciones sobre el comercio mundial desde la crisis asiática (en Seattle, Doha, Cancún y Hong Kong) no ha sido posible alcanzar un acuerdo significativo puesto que los países en desarrollo se han vuelto más firmes y las naciones están volviéndose en torno a tratados de libre comercio regionales o bilaterales como una alternativa a las instituciones globales. Muchos países aprendieron de la crisis y aumentaron rápidamente sus reservas internacionales como una protección contra ataques, incluyendo Japón, India y Corea del Sur. Países tales como Brasil, Rusia e India, así como la mayoría del Sureste Asiático empezaron a copiar el modelo japonés de debilitar sus monedas, reestructurar sus economías hasta crear un superávit de cuenta corriente para formar grandes reservas en moneda extranjera. Esto llevó a un financiamiento creciente de bonos del tesoro estadounidense, permitiendo o ayudando a desarrollar burbujas inmobiliarias (entre el 2001 y 2005) y bursátiles (en 1996-2000) en los Estados Unidos. A pesar de esto las economías de la gran mayoría del Primer Mundo no entrarían en recesión hasta después de los atentados del 11 de septiembre de 2001.

### Libros
- Kaufman, GG., Krueger, TH., Hunter, WC. (1999) The Asian Financial Crisis: Origins, Implications and Solutions. Springer. ISBN 0-7923-8472-5
- Pettis, Michael (2001). The Volatility Machine: Emerging Economies and the Threat of Financial Collapse. Oxford University Press. ISBN 0-19-514330-2.
- Blustein, Paul (2001). The Chastening: Inside the Crisis that Rocked the Global Financial System and Humbled the IMF. PublicAffairs. ISBN 1-891620-81-9.
- Noland, Markus, Li-gang Liu, Sherman Robinson, and Zhi Wang. (1998) Global Economic Effects of the Asian Currency Devaluations. Policy Analyses in International Economics, no. 56. Washington, DC: Institute for International Economics.
- Pempel, T. J. (1999) The Politics of the Asian Economic Crisis. Ithaca, NY: Cornell University Press.
- Ries, Philippe. (2000) The Asian Storm: Asia's Economic Crisis Examined.
- Muchhala, Bhumika, ed. (2007) Ten Years After: Revisiting the Asian Financial Crisis. Washington, DC: Woodrow Wilson International Center for Scholars, Asia Program.

### Documentos
- Ngian Kee Jin (marzo de 2000). Coping with the Asian Financial Crisis: The Singapore Experience. Institute of Southeast Asian Studies. ISSN 0219-3582
- Tiwari, Rajnish (2003). Post-crisis Exchange Rate Regimes in Southeast Asia, Seminar Paper, University of Hamburg.
- Kilgour, Andrea (1999). The changing economic situation in Vietnam: A product of the Asian crisis?
- «The East Asian Financial Crisis: Diagnosis, Remedies, Prospects». The Brookings Institution (en inglés). Consultado el 29 de noviembre de 2015.
- Stiglitz, Joseph (1996). Some Lessons From The East Asian Miracle. The World Bank Research Observer.
- Weisbrot, Mark (agosto de 2007). Ten Years After: The Lasting Impact of the Asian Financial Crisis. Center for Economic and Policy Research.

### Otros
- The Crash